# Erythronium propullans
Erythronium propullans ist eine Pflanzenart aus der Gattung der Zahnlilien (Erythronium).

## Merkmale
Die Zwiebeln sind 10 bis 25 Millimeter groß und eiförmig. Die Blätter sind 4 bis 13 Zentimeter lang. Die Blattspreite ist grün, unregelmäßig marmoriert, bereift, mehr oder weniger flach, ganzrandig und elliptisch-lanzettlich bis eiförmig-lanzettlich oder elliptisch. Der Schaft ist 3,9 bis 12 Zentimeter lang. Der Blütenstand ist einblütig.
Die vier bis sechs Blütenblätter sind 8 bis 15 Millimeter groß, lanzettlich und zur Blütezeit stark zurückgebogen. Sie sind blass rosa bis weiß gefärbt, weiter von der Blütenachse weg sind sie dunkler. Blattöhrchen sind nicht vorhanden. Die zwei bis sechs Staubblätter sind 6 bis 8 Millimeter groß. Die Staubfäden sind lanzettlich und weiß. Die Staubbeutel sind gelb. Der Pollen ist gelb. Die Griffel sind 6 bis 10 Millimeter groß und weiß. Die Narbe ist mehr oder weniger ungelappt. Kapselfrüchte werden nur sehr selten gebildet. Sind Kapseln vorhanden, gehen sie meist auf eine Hybridisierung mit Erythronium albidum zurück.
Die Art hat oft weniger als sechs Blüten- und Staubblätter, es können manchmal auch nur zwei Fruchtblätter vorkommen.
Die Blütezeit liegt im Frühling, kurz nach der Schneeschmelze, von Juni bis August.
Die Chromosomenzahl beträgt 2n = ca. 44.

## Vorkommen
Erythronium propullans ist in Minnesota in den Counties Goodhue und Rice endemisch. Die Art wächst in mäßig nährstoffreichen Auwäldern in Höhenlagen von 300 Meter. Erythronium propullans kommt zusammen mit Erythronium albidum vor, es gibt auch Berichte über vermutliche Hybride zwischen den beiden Arten.

## Belege
- Erythronium propullans in der Flora of North America (Zugriff am 31. Oktober 2010)